# دیسک بین‌مهره‌ای
یک دیسک بین مهره‌ای (به انگلیسی: Intervertebral disc) به صورت بالشتک یا صفحه‌ای بین دو جسم مهره در ستون فقرات قرار می‌گیرد و فشارهایی را که به ستون مهره‌ها وارد می‌شود، جذب می‌کند؛ بنابراین دیسک‌های بین مهره‌ای همانند یک کمک‌فنر، ضربات وارده به ستون فقرات را خنثی می‌کنند.
این عناصر به هنگام اعمال فشار، قابلیت تغییر شکل داشته و بدین طریق شدت ضربات را کاهش می‌دهند. شکل اصلی دیسک‌ها زمانی که تحت فشار نباشند، کروی است؛ ولی هنگامی که در حد فاصل مهره‌ها قرار می‌گیرند، تحت تأثیر فشار وارده، پهن می‌شوند و شکلی تخم مرغی به خود می‌گیرند. دیسک‌ها در ناحیه کمری (لومبار) به علت تحرک زیاد، ارتفاع بیشتری دارند. دو دیسک بین مهره‌ای L4-L5 و L5-S1 (قسمت پایینی کمر) که از تحرک بالایی برخوردار هستند، نسبت به دیسک‌های فقرات کمری فوقانی ضخامت بیشتری دارند.
از وظایف مهم دیسک‌های بین مهره‌ای، آسان‌سازی حرکات در ستون فقرات است که به سه صورت اصلی خم شدن (فلکسیون) صاف شدن (اکستانسیون) و چرخش طرفی (روتاسیون) انجام می‌گیرد که حرکت خم شدن ممکن است به سمت جلو یا طرفین باشد.

## اجزای دیسک بین مهره‌ای
هر دیسک بین مهره‌ای شامل دو قسمت است:
- بخش مرکزی بنام هسته دیسک که نرم و آبدار است. به این قسمت، نوکلئوس پالپوزوس[۲] می‌گویند. هسته دیسک ژله مانند و نیمه‌جامد بوده که حاوی مواد زیر است:
  - آب حدود ۹۰ درصد
  - کلاژن
  - گلیکوپروتئین

هسته دیسک یک بخش قابل اتساع است. در ستون فقرات سالم، این دیسک‌ها از خرد شدن مهره‌های شما جلوگیری می‌کنند و به شما اجازه می‌دهند بدون درد حرکت کنید. دیسک‌های بین مهره‌ای در طول روز مقداری از آب خود را از دست می‌دهند و در نتیجه کوتاهتر شده، ولی با استراحت دوباره به طول اولیه خود برمی گردند. براین اساس، ممکن است به‌طور طبیعی اختلاف قدی حدود ۲ سانتی‌متر از صبح تا عصر ایجاد شود.
- بخش محیطی که هسته دیسک را دربرمی گیرد. این قسمت، حلقه فیبری یا آنولوس فیبروزوس[۴] نامیده می‌شود. بخش محیطی، حلقه‌ای فیبری غضروفی (فیبروکارتیلاژ) است.

خاصیت ارتجاعی دیسک بین مهره‌ای بستگی به کافی بودن مقدار آب موجود در هسته مرکزی و سالم بودن حلقه لیفی آن دارد. فشارهای اعمال شده به هسته دیسک به بخش محیطی دیسک بین مهره‌ای انتقال می‌یابد. از این نظر، بخش محیطی در حفاظت از قسمت مرکزی نقش دارد.

## آسیب دیسک بین مهره‌ای
آسیب دیسک بین مهره‌ای به علت ضربات یا تغییرات تدریجی ناشی از افزایش سن (فرایند پیری) اتفاق می‌افتد. ضربه‌های وارده به ستون فقرات ممکن است منجربه پارگی فیبرهای بخش محیطی گردد که نتیجه آن بیرون زدگی قسمتی از هسته دیسک است. به بیرون زدگی هسته دیسک و آزاد شدن آن از بخش محیطی (آنولوس فیبروزوس)، فتق دیسک بین مهره‌ای می‌گویند. به دلیل تحرک زیاد در ناحیه کمری، دیسک‌های این قسمت از ستون مهره‌ها بسیار آسیب‌پذیر هستند. بیشترین موارد فتق دیسک بین مهره‌ای ناحیه کمری، در دیسک‌های L4-L5 و L5-S1 اتفاق می‌افتد که با فشار بر روی ریشه‌های عصبی L5 و S1 همراه می‌گردد.
ضایعه دیسک بین مهره‌ای با افزایش سن بیشتر می‌شود. فرایند پیری از طریق کاهش مقدار آب موجود در قسمت هسته دیسک، از خاصیت ارتجاعی آن می‌کاهد. همچنین خاصیت ارتجاعی بخش محیطی دیسک بین مهره‌ای که از حلقه فیبری غضروفی تشکیل شده‌است، با افزایش سن کاهش می‌یابد که در برخی از افراد ممکن است سریعتر از زمان مورد انتظار رخ دهد. کاهش خاصیت ارتجاعی بخش محیطی و مرکزی دیسک بین مهره‌ای، یک عامل مهم آسیب آن محسوب می‌گردد. فشار ناشی از هر گونه ترومای غیرنافذ یا چرخش ناگهانی گردن به دیسک C4/C5 یا C5/C6 می‌تواند به قدری باشد که باعث برجستگی یا پارگی دیواره دیسک و در نتیجه نشت مایع درون دیسک شود.

## درمان
تا امروز درمان‌های بسیاری برای دیسک کمر وجود داشته است. که جراحی و فیزیوتراپی از جمله آنهاست، همچنین تمریناتی همانند کشش کبری در بهبود آن نقش دارند. تحقیقاتی که بر روی ۱۰۰۰ بیمار آمریکایی انجام شده نشان می‌دهد که آن دسته افراد که هر روز یا حد اقل یک روز در هفته ورزش می‌کردند درد بسیار خفیف‌تری نسبت به افرادی که هرگز ورزش نمی‌کردند تجربه می‌کنند.

## ارتباط میان حرکات دیسک و مفاصل بین مهره‌ای
نکته‌ای که باید توجه داشت این است که حرکات دیسک بین مهره‌ای در هماهنگی با مفاصل بین مهره‌ای پشتی صورت می‌گیرد؛ بنابراین، اختلال در حرکات هر یک از آنها، منجربه نقص عملکرد حرکتی در دیگری می‌گردد.

## پیشگیری از دیسک کمر
🔹 حفظ وزن متعادل
🔹 ورزش منظم (شنا، پیاده‌روی، یوگا و تقویت عضلات کمر)
🔹 نشستن و ایستادن صحیح
🔹 بلند کردن اجسام به شیوه‌ی صحیح (با زانو زدن، نه خم شدن از کمر)
🔹 استفاده از تشک و صندلی استاندارد برای استراحت و کار

## نگارخانه

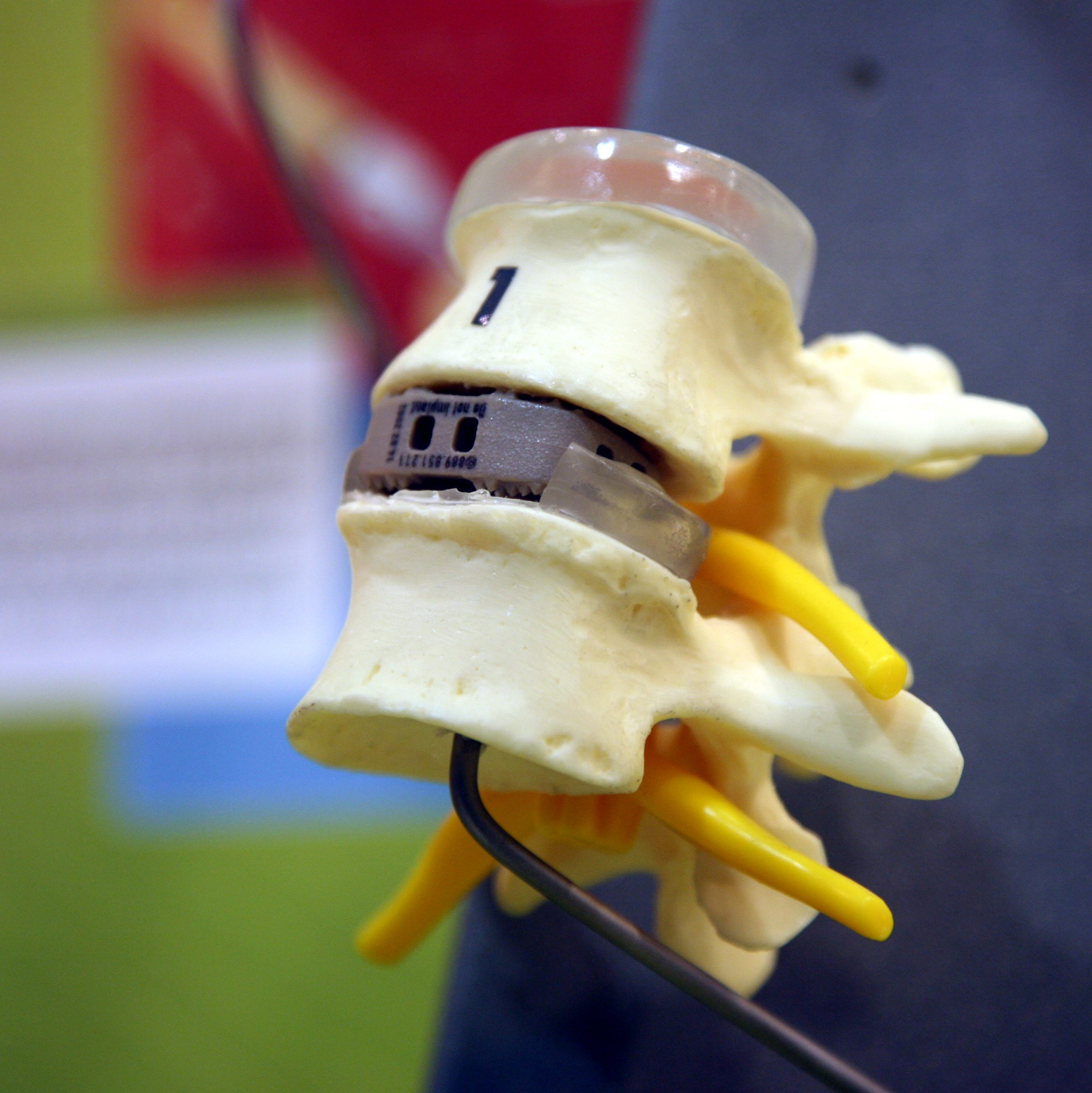
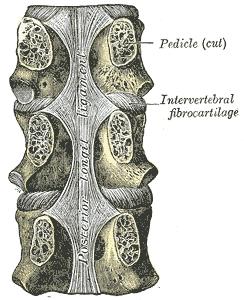
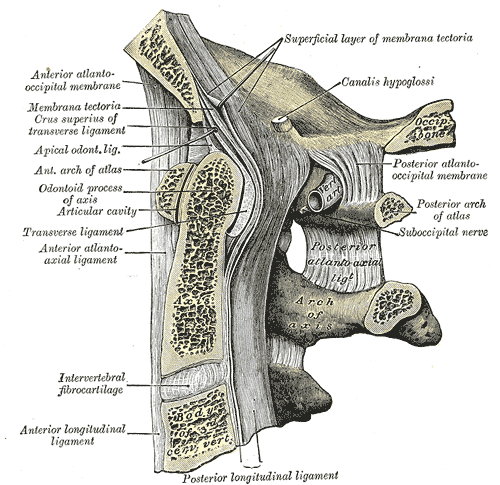
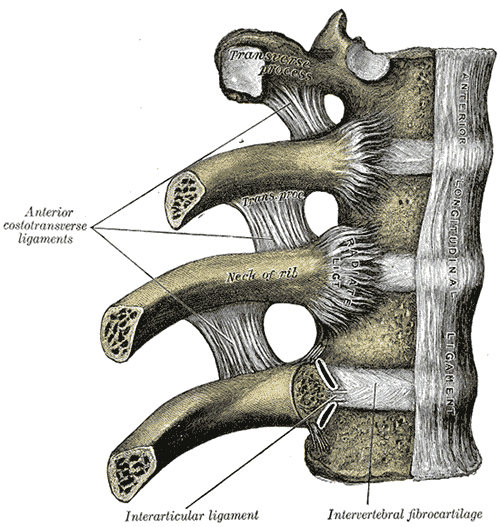